# Por amor a vos
Por amor a vos è una telenovela argentina mai trasmessa in Italia e che ha come protagonisti Claribel Medina, Miguel Ángel Rodríguez e Raúl Taibo

## Trama
All'inizio della serie Margarita (Claribel Medina) va a vivere insieme al figlio Leon (Nicolás Cabré) in una palazzina dove si fa carico della portineria senza avere, però, nessuna esperienza del mestiere. Ad aiutarla nel nuovo lavoro è Beto (Miguel Ángel Rodríguez), l'incaricato dell'edificio di fronte, un uomo con un'eterna crisi matrimoniale, che s'innamora di lei. Nel quartiere Margarita incontra anche Mauricio (Raúl Taibo), un dentista con cui inizia una relazione sebbene si senta attratta anche da Beto. Il tutto si complicherà ancora di più quando Betty (Mónica Ayos), la migliore amica di Margarita, rimane incinta di Mauricio con cui ha una storia nel breve tempo in cui lui e Margarita, che in questo periodo sta insieme a Beto, sono separati.
Ma questo non è l'unico problema, infatti Margarita non è la madre biologica di Leon: la vera madre è la sorella di Margarita, Selva (Liliana Simoni), che aveva abbandonato Leon quando era piccolo e adesso è tornata per riprendersi il figlio, il quale però è all'oscuro di tutto. Il padre di Leon è Don Armando (Rodolfo Ranni) che falsifica l'esame del DNA facendo credere che il padre sia Mauricio. Leon rimane sconvolto da questa notizia perché ha una relazione con Jazmin (Soledad Fandiño), la figlia di Mauricio, che crede quindi sua sorella. La storia d'amore tra Leon e Jazmin viene ostacolata anche da Martiniano (Esteban Prol), l'uomo che Jazmin ha sposato per dimenticarsi di Leon e che in realtà è omosessuale.
E così andranno avanti il triangolo amoroso tra Margarita, Beto e Mauricio e la relazione tra Leon e Jazmin, passando per fidanzamenti, separazioni, matrimoni, divorzi, gelosie e colpi di scena.